# Монетний кабінет (Дрезден)

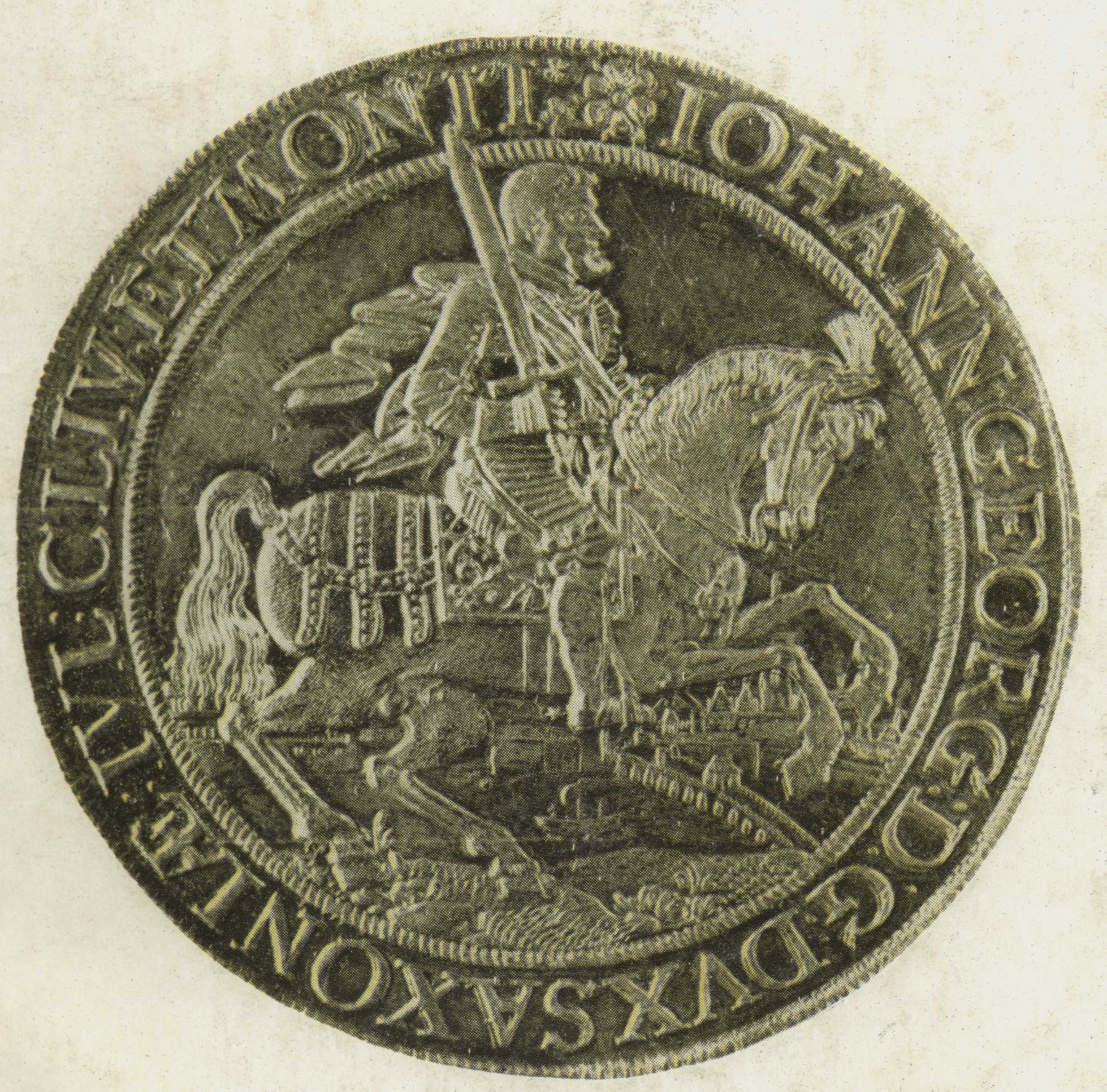
Монета 1628 року із зображенням Йоганна Георга I, курфюрста Саксонії, і саксонського герба

Монетний кабінет у Дрездені (нім. Münzkabinett) є частиною Державних художніх колекцій Дрездена. Він заснований близько 1530 року та є одним із найстаріших музеїв Дрездена. Музей розташований у Дрезденському замку.
Монетний кабінет є однією з трьох найбільших нумізматичних колекцій Німеччини. Його майже 300 000 об'єктів включають монети з більшості країн світу від античності до наших днів, історичні та сучасні медальйони, медалі та знаки, історичні банкноти та облігації, штампи для карбування монет та медалей, печатки, моделі, ранні форми грошей, машини та обладнання для карбування монет. Монетний кабінет — офіційна державна колекція, яка має права на будь-які скарби монет, знайдені на території Саксонії.
Монетний кабінет також є центром наукових досліджень і має публічну бібліотеку приблизно з 30 000 томів.

## Історія
Монетний кабінет — один із найстаріших музеїв Дрездена, що сягає часів герцога Георга Бородатого (1500—1539). Протягом століть колекція розширювалася завдяки постійному придбанню предметів курфюрстами та королями Саксонії. На рубежі 18-го століття Дрезденський монетний кабінет вже був відомою колекцією монет у Європі. Збірка стала універсальною в період бароко. Починаючи з другої половини 18-го століття, Монетний кабінет також перетворився на важливий німецький центр наукових досліджень.
Колекція зберігалася в Дрезденському замку до 1743 року, коли її перевезли до палацу Ташенберг. У 1786 році музей був перенесений до Японського палацу Августом III, сином Августа II Сильного, разом з бібліотекою та колекцією старожитностей. У 1877 році Монетний кабінет було повернуто до Дрезденського замку. З 1911 по 1945 рік музей розміщувався в будівлі Канцелярії, біля Штальгофського двору.
Наприкінці війни в 1945 році колекція була конфіскована Червоною Армією і вивезена до Радянського Союзу. Його повернули до Дрездена в 1958 році, але без книг і журналів, які також були вилучені. З 1959 по 2002 рік в Альбертині можна було побачити колекцію монет і медалей.
Влітку 2002 року Монетний кабінет нарешті переїхав до місця свого походження, будівлі Георгенбау Дрезденського замку. До встановлення постійної експозиції в червні 2015 року музей проводив низку тимчасових виставок у Hausmannsturm (Вежа Гаусмана).

## Виставка та бібліотека
На виставці Монетного кабінету представлено близько 3300 предметів, включно з рідкісними та унікальними предметами, які становлять своєрідний зріз різних частин колекції. Експонати представлені в чотирьох розділах (кімнатах). Для науково-дослідної роботи колекція має бібліотеку з близько 30 тис. примірників. Бібліотека та навчальний кабінет відкриті для відвідування.